# Verde pino
A destra è mostrato il colore verde pino.
Il verde pino è una ricca tonalità del verde primavera che assomiglia al colore dei pini. È un colore ufficiale della ditta Crayola sin dal 1949, ma nel mercato è conosciuto come "verde coccodrillo".
Il colore "verde pino" è la rappresentazioni del colore tipico delle foglie di un albero di una foresta conifera.
Il colore "verde pino" era in origine conosciuto come albero di pino. Il primo utilizzo della parola "verde pino" per indicare tale tonalità è stato nel 1923.